# 12500 Desngai
12500 Desngai è un asteroide della fascia principale. Scoperto nel 1998, presenta un'orbita caratterizzata da un semiasse maggiore pari a 2,2111571 UA e da un'eccentricità di 0,1767088, inclinata di 2,14300° rispetto all'eclittica.